# 都市計画 (都市計画法)
日本の都市計画（としけいかく）は、都市計画法の規定に基づき、都道府県または市町村が定めるものである。
狭義の「都市計画」と言えば、このことを指し、学問分野としての都市計画は広義の都市計画と言える。

## 定義
都市計画法第4条第1項（定義）において、以下のように定義されている。
ここで、”次章”とは、「第二章　都市計画」のことである。
また、都市計画法第2条においては、以下のようになっている。

## 都市計画の内容
都市計画法第二章の「第一節　都市計画の内容」では、都市計画は11種類定められており、それぞれの「都市計画の内容」は以下の通りである。
1. 都市計画区域の整備、開発及び保全の方針（第六条のニ）
いわゆる「都市計画区域マスタープラン」
2. 区域区分（第七条）
  - 市街化区域
  - 市街化調整区域
3. 都市再開発方針等（第七条の二）
  - 都市再開発の方針（都市再開発法）
  - 住宅市街地の開発整備の方針（大都市地域における住宅及び住宅地の供給の促進に関する特別措置法）
  - 拠点業務市街地の開発整備の方針（地方拠点都市地域の整備及び産業業務施設の再配置の促進に関する法律）
  - 防災街区整備方針（密集市街地における防災街区の整備の促進に関する法律（密集市街地整備法））
4. 地域地区（第八条）
  - 用途地域

第一種低層住居専用地域、第二種低層住居専用地域、第一種中高層住居専用地域、第二種中高層住居専用地域、第一種住居地域、第二種住居地域、準住居地域、田園住居地域、近隣商業地域、商業地域、準工業地域、工業地域、工業専用地域
  - 特別用途地区
  - 特定用途制限地域
  - 特例容積率適用地区
  - 高層住居誘導地区
  - 高度地区、高度利用地区
  - 特定街区
  - 都市再生特別地区（都市再生特別措置法）
  - 防火地域、準防火地域
  - 特定防災街区整備地区（密集市街地整備法）
  - 景観地区（景観法）
  - 風致地区
  - 駐車場整備地区（駐車場法）
  - 臨港地区
  - 歴史的風土特別保存地区（古都における歴史的風土の保存に関する特別措置法）
  - 第一種歴史的風土保存地区、第二種歴史的風土保存地区（明日香村における歴史的風土の保存及び生活環境の整備等に関する特別措置法）
  - 緑地保全地域、特別緑地保全地区、緑化地域（都市緑地法）
  - 流通業務地区（流通業務市街地の整備に関する法律）
  - 生産緑地地区（生産緑地法）
  - 伝統的建造物群保存地区（文化財保護法）
  - 航空機騒音障害防止地区、航空機騒音障害防止特別地区（特定空港周辺航空機騒音対策特別措置法）
5. 促進区域（第十条の二）
  - 市街地再開発促進区域（都市再開発法）
  - 土地区画整理促進区域（大都市地域における住宅及び住宅地の供給の促進に関する特別措置法）
  - 住宅街区整備促進区域（大都市地域における住宅及び住宅地の供給の促進に関する特別措置法）
  - 拠点業務市街地整備土地区画整理促進区域（地方拠点都市地域の整備及び産業業務施設の再配置の促進に関する法律）
6. 遊休土地転換利用促進地区（第十条の三）
7. 被災市街地復興推進地域（第十条の四）（被災市街地復興特別措置法）
8. 都市施設（第十一条）
  - 交通施設：道路、都市高速鉄道、駐車場、自動車ターミナル、その他
  - 公共空地：公園（都市計画公園）、緑地（都市計画緑地）、広場、墓園、その他
  - 供給施設、処理施設：水道、電気供給施設、ガス供給施設、下水道、汚物処理場、ごみ焼却場、その他
  - 水路：河川、運河、その他
  - 教育文化施設：学校、図書館、研究施設、その他
  - 医療施設、社会福祉施設：病院、保育所、その他
  - 市場、と畜場、火葬場
  - 一団地の住宅施設
  - 一団地の官公庁施設
  - 流通業務団地
  - 一団地の津波防災拠点市街地形成施設（津波防災地域づくりに関する法律）
  - 一団地の復興拠点市街地形成施設（大規模災害からの復興に関する法律）
  - その他政令で定める施設：電気通信事業の用に供する施設、防風・防火・防水・防雪・防砂・防潮の施設
9. 市街地開発事業（第十二条）
  - 土地区画整理事業（土地区画整理法）
  - 新住宅市街地開発事業（新住宅市街地開発法）
  - 工業団地造成事業（首都圏の近郊整備地帯及び都市開発区域の整備に関する法律、近畿圏の近郊整備区域及び都市開発区域の整備及び開発に関する法律）
  - 市街地再開発事業（都市再開発法）
  - 新都市基盤整備事業（新都市基盤整備法）
  - 住宅街区整備事業（大都市地域における住宅及び住宅地の供給の促進に関する特別措置法）
  - 防災街区整備事業（密集市街地整備法）
10. 市街地開発事業等予定区域（第十二条の二）
  - 新住宅市街地開発事業の予定区域
  - 工業団地造成事業の予定区域
  - 新都市基盤整備事業の予定区域
  - 区域の面積が二十ヘクタール以上の一団地の住宅施設の予定区域
  - 一団地の官公庁施設の予定区域
  - 流通業務団地の予定区域
11. 地区計画等（第十二条の四）
  - 地区計画
  - 防災街区整備地区計画（密集市街地整備法）
  - 歴史的風致維持向上地区計画（地域における歴史的風致の維持及び向上に関する法律）
  - 沿道地区計画（幹線道路の沿道の整備に関する法律）
  - 集落地区計画（集落地域整備法）

## 都市計画事業
都市計画事業とは、都市計画施設の整備に関する事業および市街地開発事業をいう。